# Ramosch
Ramosch est une localité et une ancienne commune suisse du canton des Grisons, située dans la région d'Engiadina Bassa/Val Müstair.

## Histoire

Vue aérienne par (1947).

La plus vieille église de l'Engadine a été bâtie au VIe siècle à Ramosch. Le château fort, également ancien, a été bâti au XIIIe siècle. Ces deux édifices sont encore présents dans le village.
Ramosch a fusionné le 1er janvier 2013 avec Tschlin pour former la nouvelle commune de Valsot.